# Vogt, Baden-Württemberg
Vogt är en kommun (tyska Gemeinde) i Landkreis Ravensburg i förbundslandet Baden-Württemberg i Tyskland.
Kommunen ingår i kommunalförbundet Vogt tillsammans med kommunen Wolfegg.